# Acqua, luce e gas: la trilogia dei lavori pubblici
Acqua, luce e gas: la trilogia dei lavori pubblici (Sewer, gas & electric: the public works trilogy) è un romanzo di fantascienza del 1997 di Matt Ruff, pubblicato in italiano nel 2000. 

## Trama
Il libro racconta le vicende di Harry Gant, ricco e visionario imprenditore, e di molti altri personaggi, tra cui la sua ex-moglie Joan Fine, in un futuro immaginario ambientato nel 2023. 
Parla di razzismo, classismo, pericoli insiti nello sviluppo delle nuove tecnologie e impatto dell'uomo sull'ambiente

## Curiosità
- Nel libro si fa riferimento al "Club 33", un club privato all'interno del parco divertimenti di Disney World, realmente esistente.

### Edizioni
- (EN) Matt Ruff, Sewer, gas & electric: the public works trilogy: a novel, New York, Grove Press, 1997, ISBN 9780802141552, OCLC 496769609.
- Matt Ruff, Acqua, luce e gas: la trilogia dei lavori pubblici, collana TIF: Tascabili immaginario Fanucci, traduzione di Vittorio Curtoni, Roma, Fannucci, 2004, ISBN 9788834710241, OCLC 956108890.